# Jacquotte Delahaye
Jacquotte Delahaye (fl. 1656), era un pirata que actuava al mar Carib. Juntament amb Anne Dieu-le-Veut, va ser una de les poques dones pirates del segle xvii. No hi ha proves de fonts d'èpoques que demostri que Delahaye fos una persona real. Les històries de les seves accions s'atribueixen a Léon Treich, un escriptor de ficció francès de la dècada del 1940.

## Biografia
Es diu que Delahaye vivia a la colònia francesa de Saint-Domingue (a l'actual Haití), i era la filla d'un pare francès i una mare haitiana. Es diu que la seva mare va morir en donar a llum al seu germà, que va patir una discapacitat mental lleu i que es va quedar a la seva cura després de la mort del seu pare. Segons la llegenda i la tradició, es va convertir en pirata després de l'assassinat del seu pare.
Jacquotte Delahaye és el tema de moltes històries llegendàries. Per escapar dels seus perseguidors, va fingir la seva pròpia mort, va prendre un nom masculí i va viure com un home durant molts anys. Al seu retorn, va ser coneguda com a «Back from the Dead Red» (La tornada de la mort vermella) a causa del seu cabell vermell cridaner.
Va dirigir una colla de centenars de pirates i amb la seva ajuda va ocupar una petita illa del Carib l'any de 1656, que es deia «República dels pirates». Diversos anys més tard, va morir en un tiroteig mentre la defensava.
La seva filla Dinah Delahaye, va assumir el comandament, ja que tenia els mateixos cabells que la seva mare.